# DY Геркулеса
DY Геркулеса (лат. DY Herculis) — тройная звезда в созвездии Геркулеса на расстоянии приблизительно 2347 световых лет (около 720 парсек) от Солнца. Видимая звёздная величина звезды — от +10,66m до +10,15m.
Открыта Куно Хофмейстером в 1935 году.

## Характеристики
Первый компонент — жёлто-белая пульсирующая переменная звезда типа Дельты Щита (DSCT)* спектрального класса A7III-F4III*, или F4III, или A9,7:III. Масса — около 2,143 солнечной, радиус — около 3,465 солнечного, светимость — около 25,583 солнечной. Эффективная температура — около 6920 K.
Второй компонент. Орбитальный период — около 15,72 суток.
Третий компонент — коричневый карлик. Масса — около 25,58 юпитерианской. Орбитальный период — около 43,04 года*. Удалён в среднем на 1,928 а.е..